# Nyala
Nyala je město v Súdánu v jižním Dárfúru. Je hlavním městem provincie Jižní Dárfúr, která leží na jihozápadě země. V roce 2025 ve městě žilo 1 145 590 milionu obyvatel. Město leží v nadmořské výšce 673 m n. m. Město je důležitým obchodním i kulturním centrem regionu jihozápadního Súdánu a po městech Omdurmán, Chartúm a Chartúm Bahrí je čtvrtým nejlidnatějším městem v zemi. 
V roce 2003 bylo město útočištěm pro asi celkem 90 tisíc uprchlíků, kteří prchali z okolních oblastí v důsledku Dárfúrského konfliktu. V dubnu 2023 dobyly Jednotky rychlé podpory krátce po začátku občanské války v zemi východní část města a místní letiště. Město bylo poté během konfliktu velmi tvrdě zasaženo a poškozeno, odehrát se v něm měla i celá řada různých masakrů. Ve městě sídlí Univerzita v Nyale. Významným obchodním artiklem ve městě je arabská guma, dále se zde produkují potraviny, textil či kožešiny. Město leží v oblasti s aridním podnebím.  